# Chromis leucura
Chromis leucura es una especie de peces de la familia Pomacentridae en el orden de los Perciformes.

## Morfología
Los machos pueden llegar alcanzar los 7 cm de longitud total.

## Hábitat
Es un pez de mar.

## Distribución geográfica
Se encuentra en las Hawaii, las Islas Marquesas, las Islas Ryukyu, Mauricio y Reunión.